# Crupina
Crupina es un género  de plantas con flores perteneciente a la familia Asteraceae. Comprende 19 especies descritas y de estas, solo 5 aceptadas.

## Taxonomía
El género fue descrito por (Pers.) DC. y publicado en Annales du Muséum National d'Histoire Naturelle, 16: 157, 1810.
La especie tipo es Centaurea crupina L., Sp. Pl., 2: 909, 1753 = Crupina vulgaris  Pers. ex Cass..

## Especies
- Crupina crupinastrum (Moris) Vis.
- Crupina intermedia (Mutel) Walp.
- Crupina pseudo-crupina (Mutel) Walp.
- Crupina strum (Moris) Vis.
- Crupina vulgaris Pers. ex Cass.